# Дюкрё, Даниэль
Даниэль Дюкрё (фр. Daniel Ducreux; род. 11 февраля 1947, Сен-Фильбер-сюр-Риль ) — французский шоссейный велогонщик.

## Биография
Родился 11 февраля 1947 года в Сен-Фильбер-сюр-Риль. Начинал карьеру как любитель. В 1967 году стал чемпионом Франции в групповой гонке среди любителей. Отметился победами на этапах Велогонки Мира и Тура де л’Авенир.
В 1968 году был включён в состав сборной Франции на летних Олимпийских играх в Мехико. На них выступил в групповой шоссейной гонке протяжённостью 196,2 км в которой занял 33-е место, уступив 6,5 минут победителю Пьерфранко Вьянелли (Италия).
С 1970 по 1975 год был профессионалом. За это время четыре раза принял участие в гранд-турах — дважды в Тур де Франс и по одному разу в Джиро д’Италия и Вуэльта Испании. А также в таких гонках как Париж — Ницца и Милан — Сан-Ремо.

## Семья
Старший брат Франсис, также профессиональный шоссейный велогонщик.

## Достижения

### Любитель
1964
Circuit du Roumois
1965
 Чемпион Нормандии — групповая гонка
1966
Maillot des As
2-й на Paris-Eu
3-й на Париж — Эзи
3-й на Тур Йонны
3-й на Чемпионат Франции — групповая гонка среди компаний
1967
2-й этап на Paris-Saint-Pourçain
1968
Париж — Эзи
Париж — Руан
2-й этап (TTT) на Тур де л’Авенир
2-й на Париж — Труа
2-й на Circuit du Roumois
3-й на de Paris-Blancafort
3-й на Гран-при Сен-Лорана
1969
 Чемпион Франции — групповая гонка среди любителей
Париж — Эврё
Grand Prix de la Boucherie
Prix des foires de Loches
6-й этап на Велогонка Мира
Circuit du Roumois

### Профессионал
1970
1-й этап (ITT) на Вуэльта Каталонии
1971
9-й этап на Волта Португалии
2-й на Гран-при Сен-Рафаэль
3-й на Критериум Интернациональ
3-й на Круг Вьенны
1973
3-й на Генуя — Ницца
1975
3-й на Гран-при Антиб

## Статистика выступления наГранд-турах
| Гонка / Год     | 1972 | 1973 | 1974 |
| --------------- | ---- | ---- | ---- |
| Джиро д'Италия  | —    | DNF  | —    |
| Тур де Франс    | —    | 55   | 90   |
| Вуэльта Испании | DNF  | —    | —    |